# 밀로 마나라
마우릴로 "밀로" 마나라(이탈리아어: Maurilio "Milo" Manara, 1945년 9월 12일 ~ )는 이탈리아의 만화가이다.